# Atelornis
Atelornis là một chi chim trong họ Brachypteraciidae. Đây là chi đặc hữu của Madagascar.

## Các loài
- Atelornis crossleyi
- Atelornis pittoides